# Adam Ważyk

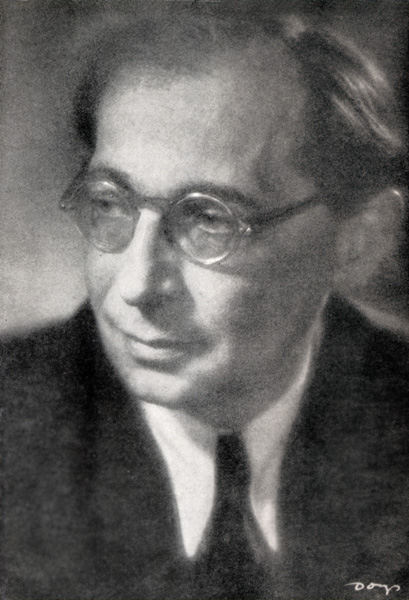
Adam Ważyk

Adam Ważyk, anhörenⓘ eigentlich Adam Wagman (* 17. November 1905 in Warschau; † 13. August 1982 ebenda) war polnischer Dichter, Schriftsteller, Essayist, Übersetzer jüdischer Abstammung.

## Leben
Vor dem Zweiten Weltkrieg war er in Warschau in den Kreisen der avantgardistischen linken Literatur tätig. 1924–1925 war er Herausgeber des „Almanach Nowej Sztuki“ (Almanach der neuen Kunst).
Nach Kriegsausbruch 1939 flüchtete er vor den Nazitruppen nach Lemberg. Als Lemberg nach dem geheimen Ribbentrop-Molotow-Pakt von der Roten Armee besetzt wurde, veröffentlichte er in der sowjetischen Presse einige Gedichte. Nach dem Beginn des Krieges gegen die Sowjetunion flüchtete er weiter mit der sowjetischen Armee. Nach der Gründung einer polnischen Armee unter sowjetischem Befehl, die aus 1939–1941 in die Sowjetunion verschleppten Polen bestand, wurde er 1942 zum politischen Offizier ernannt. Er schrieb Texte patriotischer Lieder, unter anderem den „Marsch des 1. Armeekorps“. Nach dem Krieg wurde er zum Anhänger der Doktrin des sozialistischen Realismus. Nach dem Tod Stalins und dem anschließenden politischen Tauwetter erlebte er eine Metamorphose – wurde heftiger Kritiker der bisherigen Politik. 1955 veröffentlichte er das „Poemat dla dorosłych“ (Gedicht für Erwachsene), in dem er die Zustände auf den Baustellen des Sozialismus heftig kritisierte. Sofort wurde er von den regierungstreuen Kritikern angegriffen.
1957 versuchte er an der Schaffung eines Monatsblattes „Europa“ mitzuwirken. Aus Protest gegen die Schließung des Blattes trat er aus der Polnischen Vereinigten Arbeiterpartei aus. 1964 unterzeichnete Ważyk den „Brief der 34“ mit dem Protest gegen die Beschränkung der Redefreiheit in der Volksrepublik Polen. Danach verhängte die Zensur ein Verbot der Veröffentlichung seiner Werke in Rundfunk und Fernsehen.
Ważyk unterzeichnete auch 1968 einen Protestbrief gegen die Unterdrückung der Studentenproteste sowie das „Memorial 101“ gegen die Änderung des Grundgesetzes im Sinne der „ewigen Freundschaft mit der UdSSR“.
Adam Ważyk übersetzte auch die französische Poesie (Arthur Rimbaud, Guillaume Apollinaire, Louis Aragon, Paul Éluard) sowie Werke von Horaz, Alexander Puschkin, Blaise Cendrars, Gérard de Nerval und Max Jacob.
Ważyks Gedicht Du kannst mir nicht weismachen wurde von dem Komponisten Friedemann Schmidt-Mechau 1990 in seiner Komposition Ein Hirngespinst – Musik für Sprecher, Sopran und sieben Instrumente verwendet.

## Werke (Auswahl)
als Autor
- Wiersze Wybrane. 2. Aufl. Czytelnik, Warschau 1982, ISBN 83-07-00653-8.
- Ein Gedicht für Erwachsene. Verse, die den Aufstand Warschaus einleiteten. Büchner Verlag, Darmstadt 1956.
- Farbe der Zeit („Kolor czasu“). Bläschke, Darmstadt 1965 (Das neue Gedicht; 16).

als Herausgeber
- Surrealizm. Teorie i praktyka literacke; antologia. Czytelnik, Warschau 1976.
- Eseje literackie. PIW, Warschau 1982, ISBN 83-06-00774-3.